# تييري موغلر
مانفريد تييري موغلر (21 ديسمبر 1948 - 23 يناير 2022)، هو مصمم أزياء فرنسي.أسس دار أزياء تحمل اسمه في السبعينيات من القرن العشرين، وسرعان ما برز إسمه في العقود التالية في عالم تصميم الأزياء الراقية. كان تييري موغلر من أوائل المصممين الذين دافعوا عن التنوع في عروضهم، ضد العنصرية والتفرقة العمرية.

## وفاته
فارق المصمّم الفرنسي تيري موغلر الحياة عن عمر ناهز الـ73 عاماً ولأسباب طبيعية يوم الأحد 23 يناير 2022. بحسب البيان الذي نشر على جميع صفحاته في وسائل التواصل الاجتماعي.

## روابط خارجية
الموقع الرسمي نسخة محفوظة 14 فبراير 2010 على موقع واي باك مشين.